# 国道277号

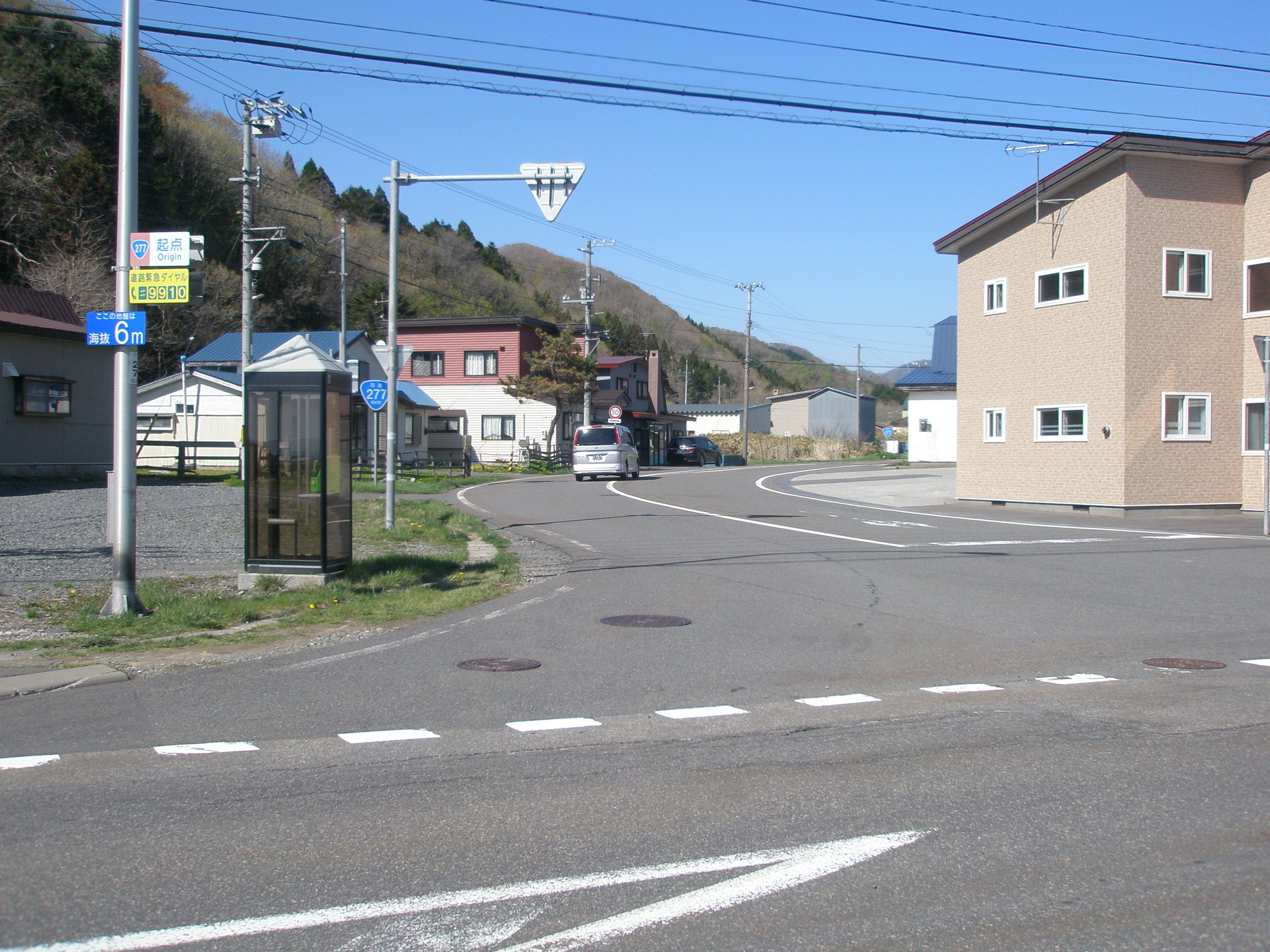
国道277号・国道229号交差点、八雲町熊石鮎川町（2019年5月撮影）
奥側が終点方向、ここから右側が起点方向（229号重複）となる。

国道277号（こくどう277ごう）は、北海道檜山郡江差町から二海郡八雲町に至る一般国道である。

## 概要
二海郡八雲町熊石大谷（見市温泉付近） - 同町鉛川（北海道道42号八雲北檜山線交点）の間は、雲石峠を越える難所である。

### 路線データ

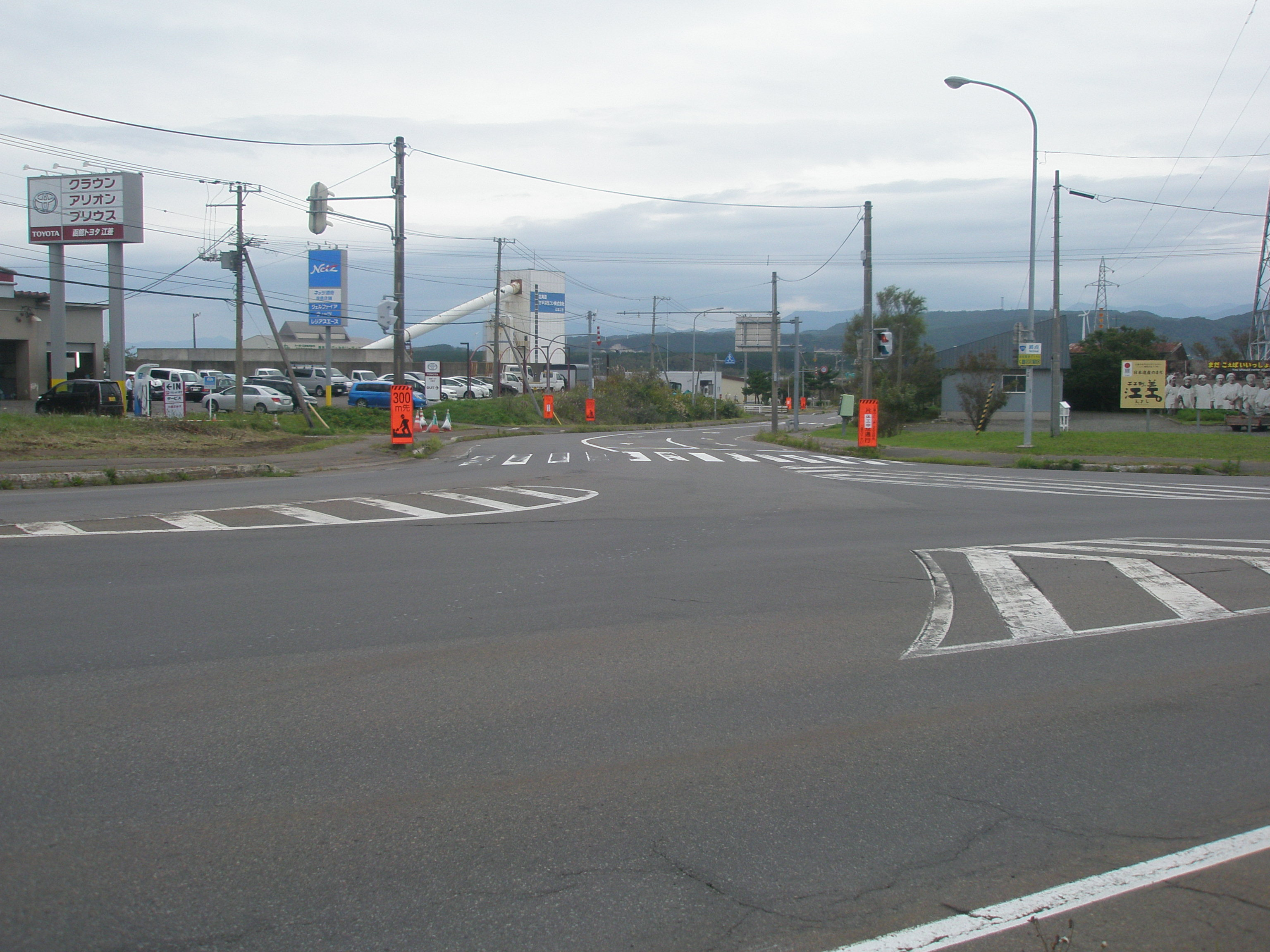
国道277号・起点（国道229号・終点と同一、国道227号側から、2018年9月撮影）

一般国道の路線を指定する政令に基づく起終点および重要な経過地は次のとおり。
- 起点：北海道檜山郡江差町（字柳崎町186番、国道227号交点、国道229号終点、国道276号起点）
- 終点：北海道山越郡八雲町[注釈 2]（立岩454番2、国道5号交点）
- 重要な経過地：北海道爾志郡熊石町[注釈 2]
- 総延長 : 60.9 km（重用延長を含む）[2][注釈 3]
- 重用延長 : 28.4 km[2][注釈 3]
- 未供用延長 : なし[2][注釈 3]
- 実延長 : 32.5 km[2][注釈 3]
  - 現道 : 32.5 km[2][注釈 3]
  - 旧道 : なし[2][注釈 3]
  - 新道 : なし[2][注釈 3]
- 指定区間：全線[3]

### 所管
- 国道229号との重複区間は省略
- 函館開発建設部
  - 江差道路事務所：八雲町熊石鮎川町 - 八雲町熊石大谷町・八雲町鉛川界
  - 八雲道路事務所：八雲町熊石大谷町・八雲町鉛川界 - 八雲町立岩（終点）

## 歴史

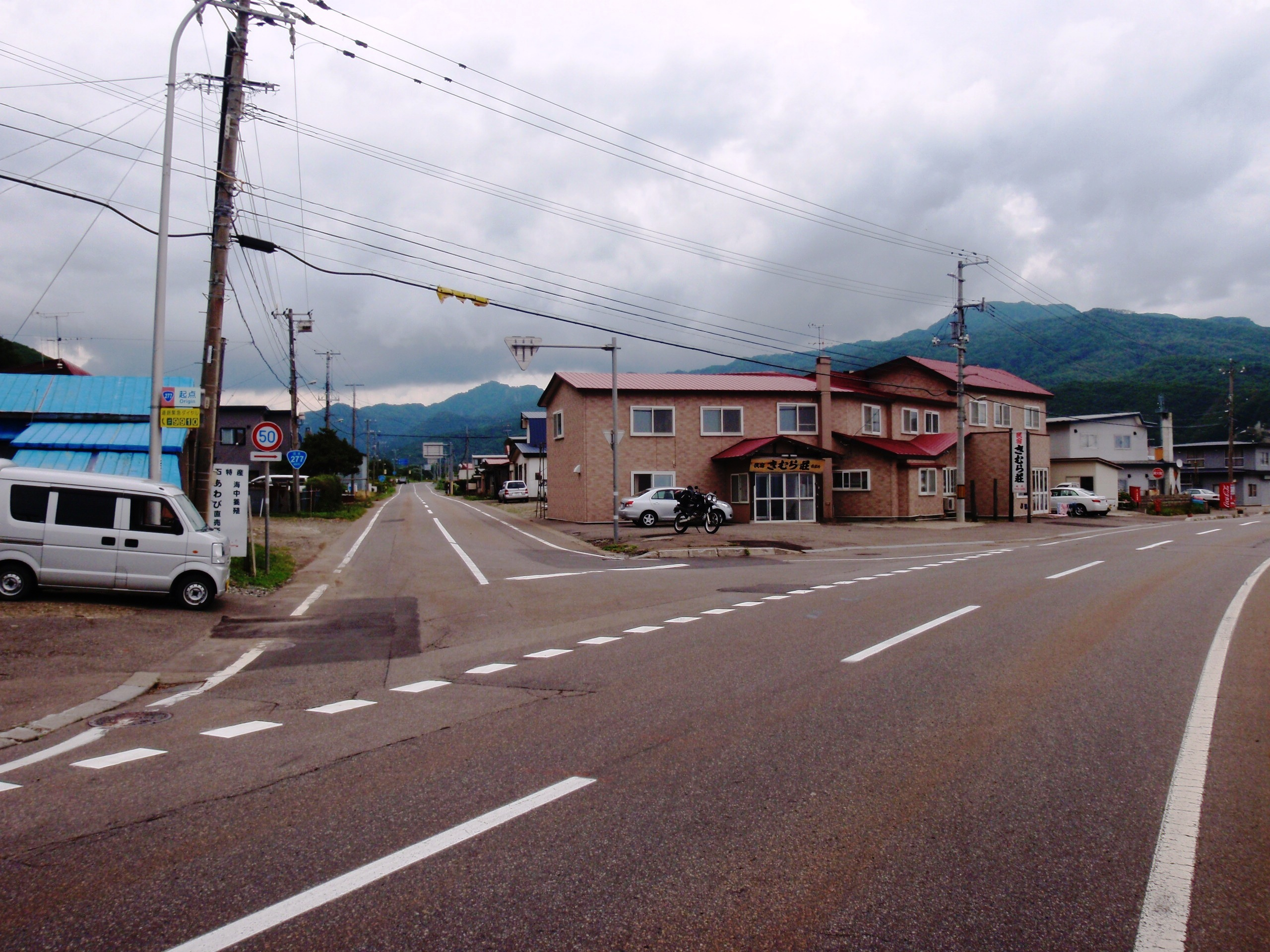
線形改良前の国道277号・国道229号交差点、八雲町熊石鮎川町（2011年8月撮影）

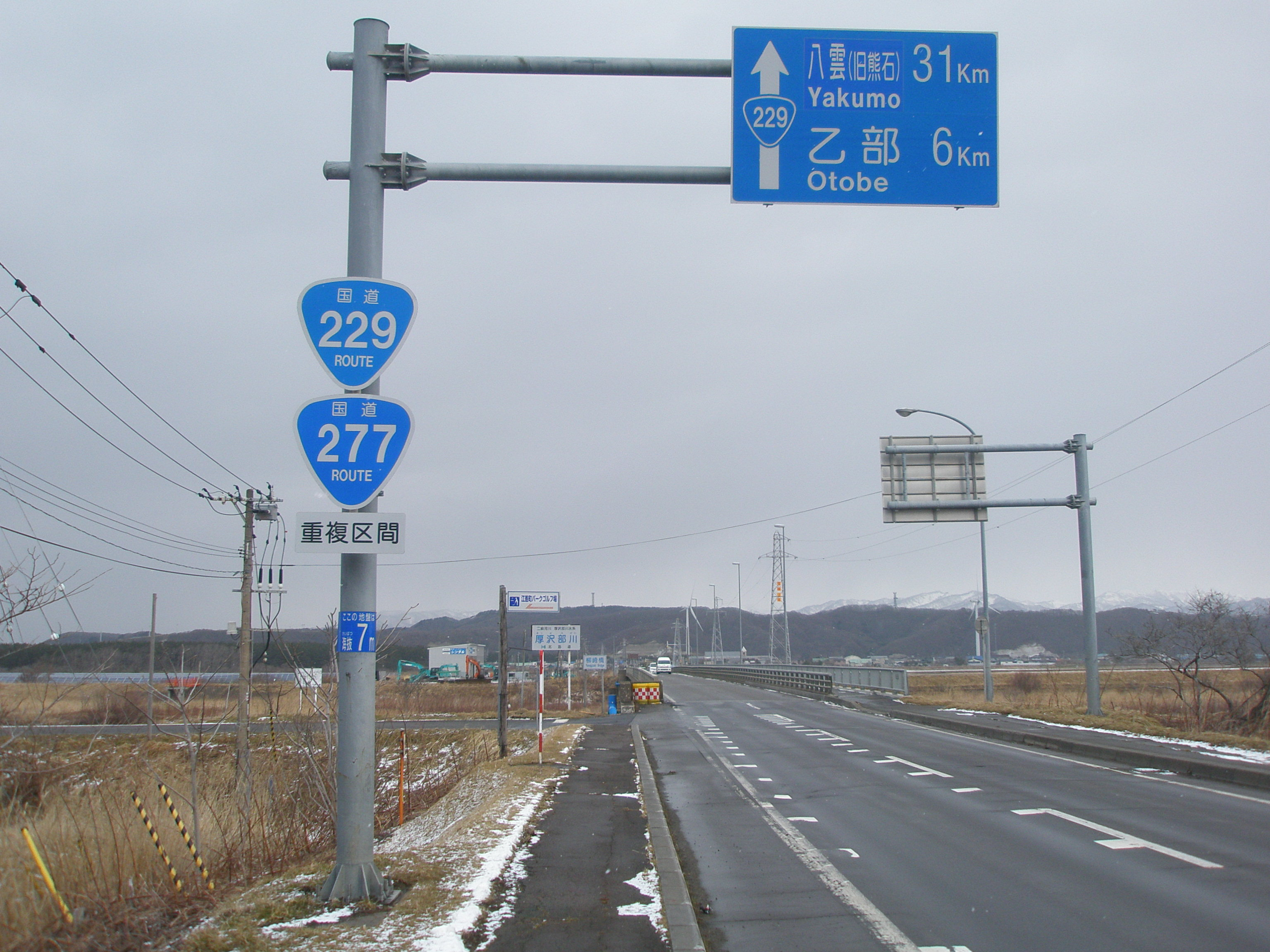
国道229号と国道277号の重複を示す標識、江差町柳崎町（2019年3月撮影）

- 1911年（明治44年） - 北海道会議員荒井幸作などの尽力により、日本海太平洋の両岸を最短経路で結ぶ雲石街道の開削が始まる[4]。
- 1920年（大正9年） - 旧・道路法の施行と共に、熊石八雲停車場線となったが郡境付近は険難で、馬車の通行も困難をきわめた[4]。
- 1930年（昭和5年） - 改良工事に着手[4]。
- 1933年（昭和8年） - 自動車運行が可能な道路となる[4]。
- 1954年（昭和29年）
  - 1月20日 - 建設省（現・国土交通省）が主要地方道八雲熊石線を指定。
  - 3月30日 - 正式に北海道道17号八雲熊石線と名付けられ主要道道の認定をうける。以降、函館土木現業所により逐次改良工事が進められる[4]。
- 1963年（昭和38年） - 雲石橋より清流橋までの区間について、産業開発道路の指定を受け全面改良に着手[4]。
- 1979年（昭和54年） - 全面改良工事完了[4]。
- 1982年（昭和57年）4月1日 - 一般国道277号（北海道檜山郡江差町 - 北海道山越郡八雲町）

1970年（昭和45年）4月1日の一般国道277号指定当初は、檜山郡江差町から檜山郡北檜山町（現・久遠郡せたな町）まで重複し、今金町を経て長万部町国縫へ抜ける路線であった。1981年（昭和56年）政令第153号に伴い北檜山 - 国縫間は1982年（昭和57年）4月1日から一般国道230号の一部となり、主要道道八雲熊石線（道道17号／当時）から昇格したルートに変わっている。
- 1991年（平成3年）12月10日 - 北海道道42号八雲北檜山線八雲町鉛川交点から国道5号立岩交点までが、遊楽部川北岸にバイパスとして開通となり、現国道ルートになったことから、鉛川から八雲町市街地までの旧国道277号は認定が解除され、道道42号となった。
- 2008年（平成20年）1月 - 国道229号に重複区間の表示が施された。
- 2014年（平成26年）3月16日 - 1990年（平成2年）より雲石峠熊石側での線形改良を目指して工事が進められていた雲石道路が全線開通[5][6]。高滝ノ沢橋ではアーチ橋の架橋にロアリング工法が用いられた。

## 路線状況

### 別名
- 雲石国道
- 八熊線（はちくません）または八熊

### 重複区間
- 国道229号・国道276号（檜山郡江差町柳崎町（起点） - 二海郡八雲町熊石鮎川町）

### トンネル
- 見市トンネル（785 m）
- 雲石トンネル（390 m）
- ピリカベツトンネル（578 m）

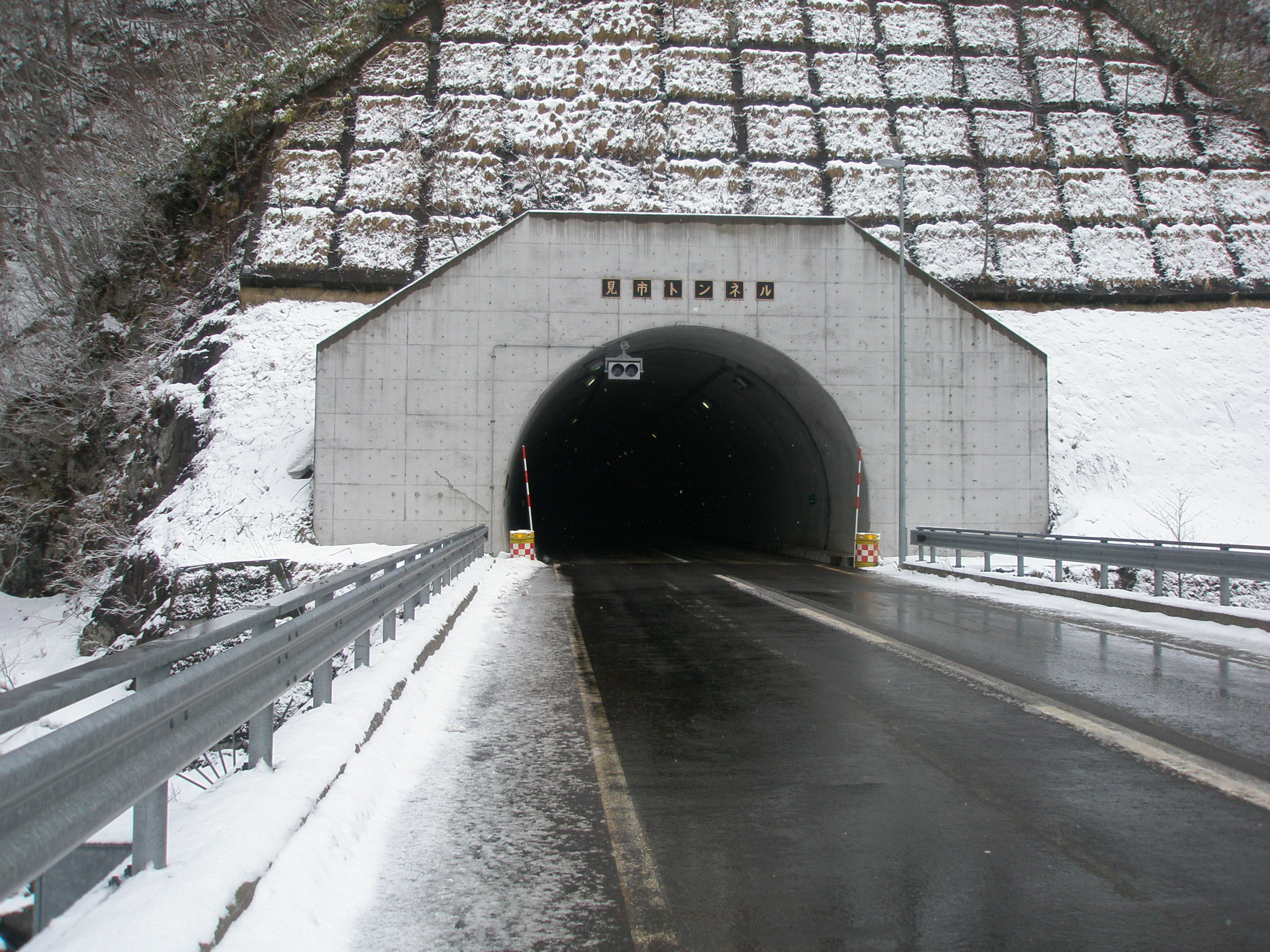
見市トンネル （2019年3月撮影）
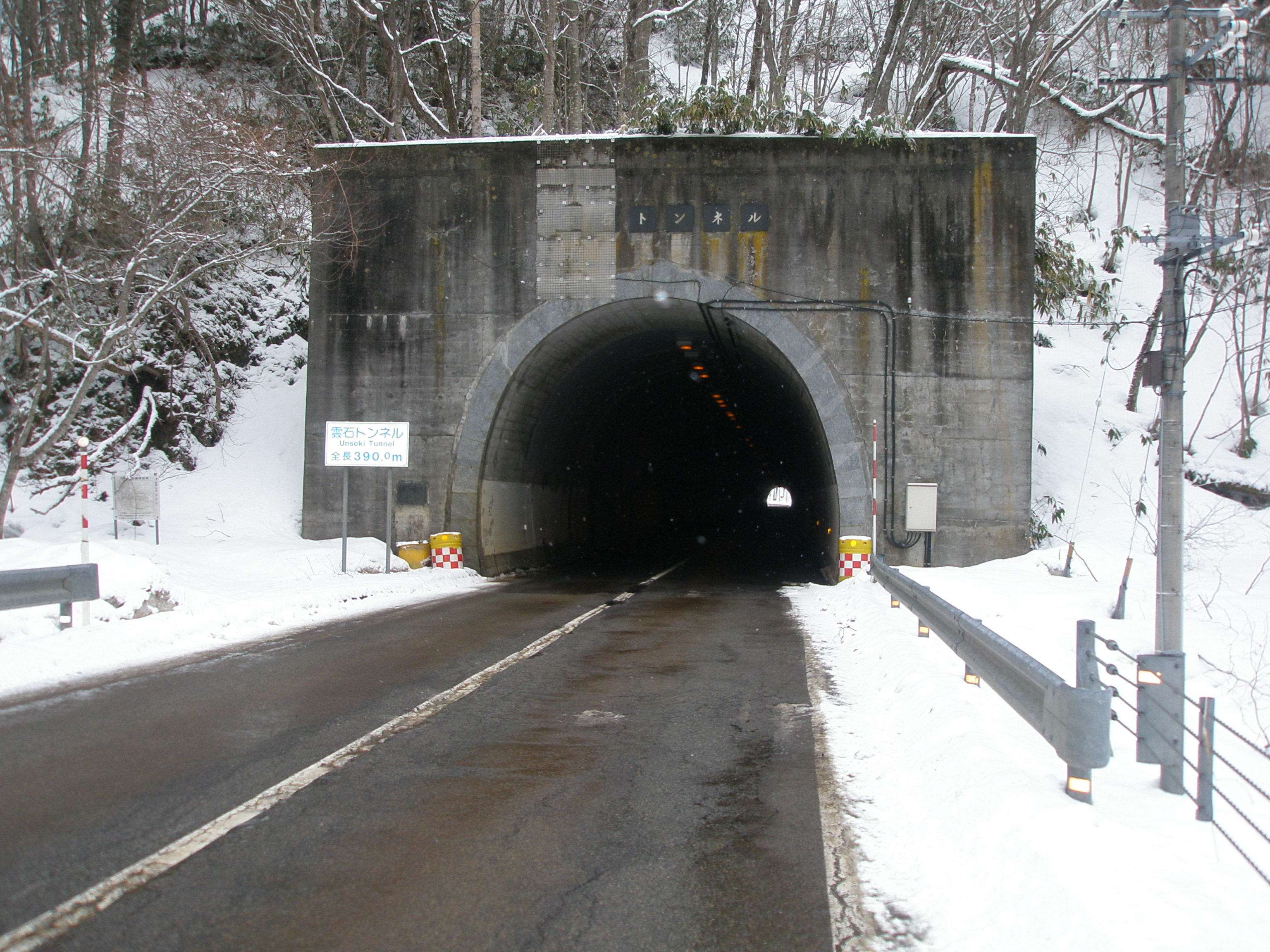
雲石トンネル （2019年3月撮影）
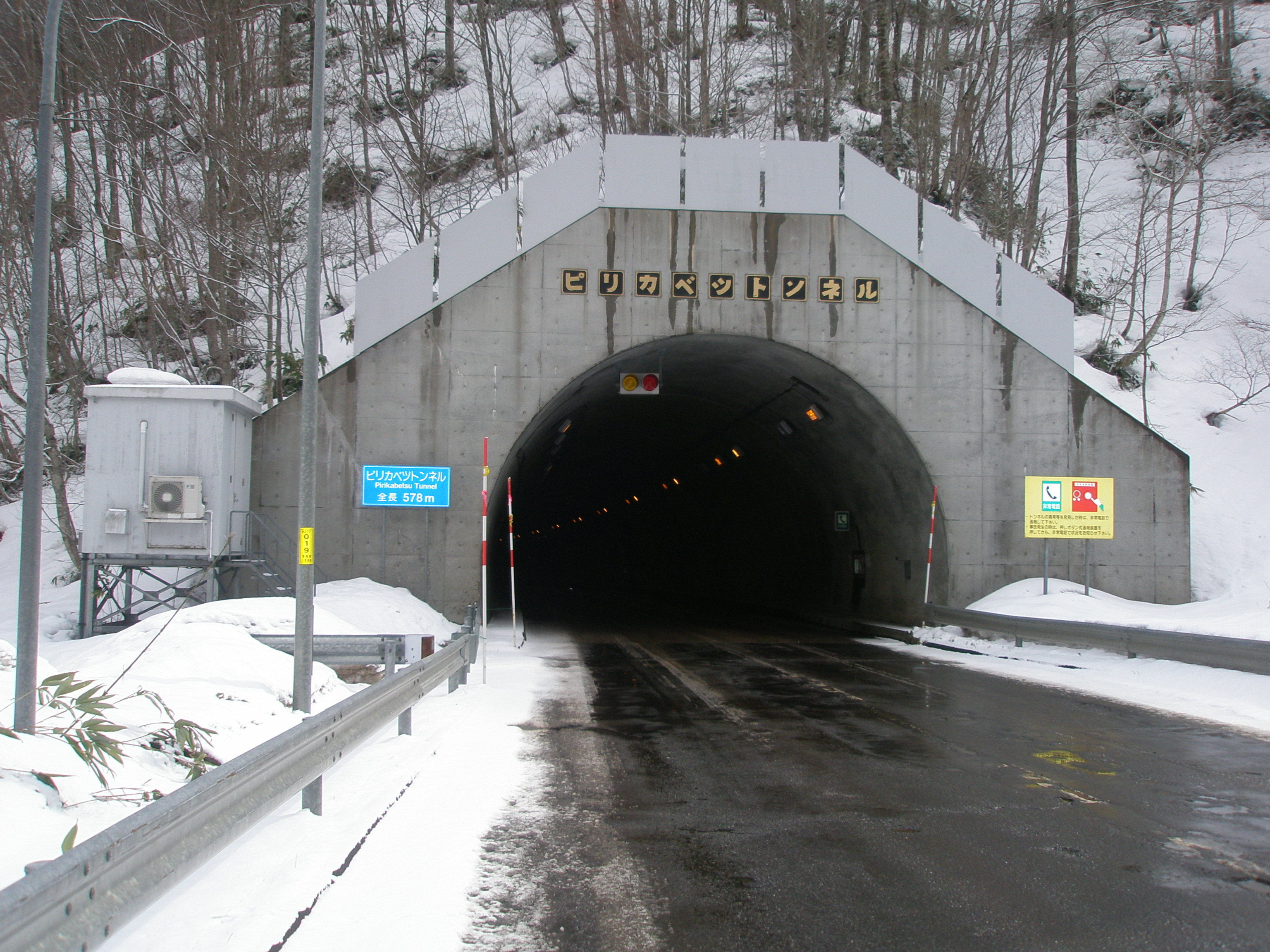
ピリカベツトンネル （2019年3月撮影）

## 地理

### 通過する自治体
- 北海道
  - 檜山振興局
    - 檜山郡江差町 - 爾志郡乙部町

  - 渡島総合振興局
    - 二海郡八雲町

### 交差する道路

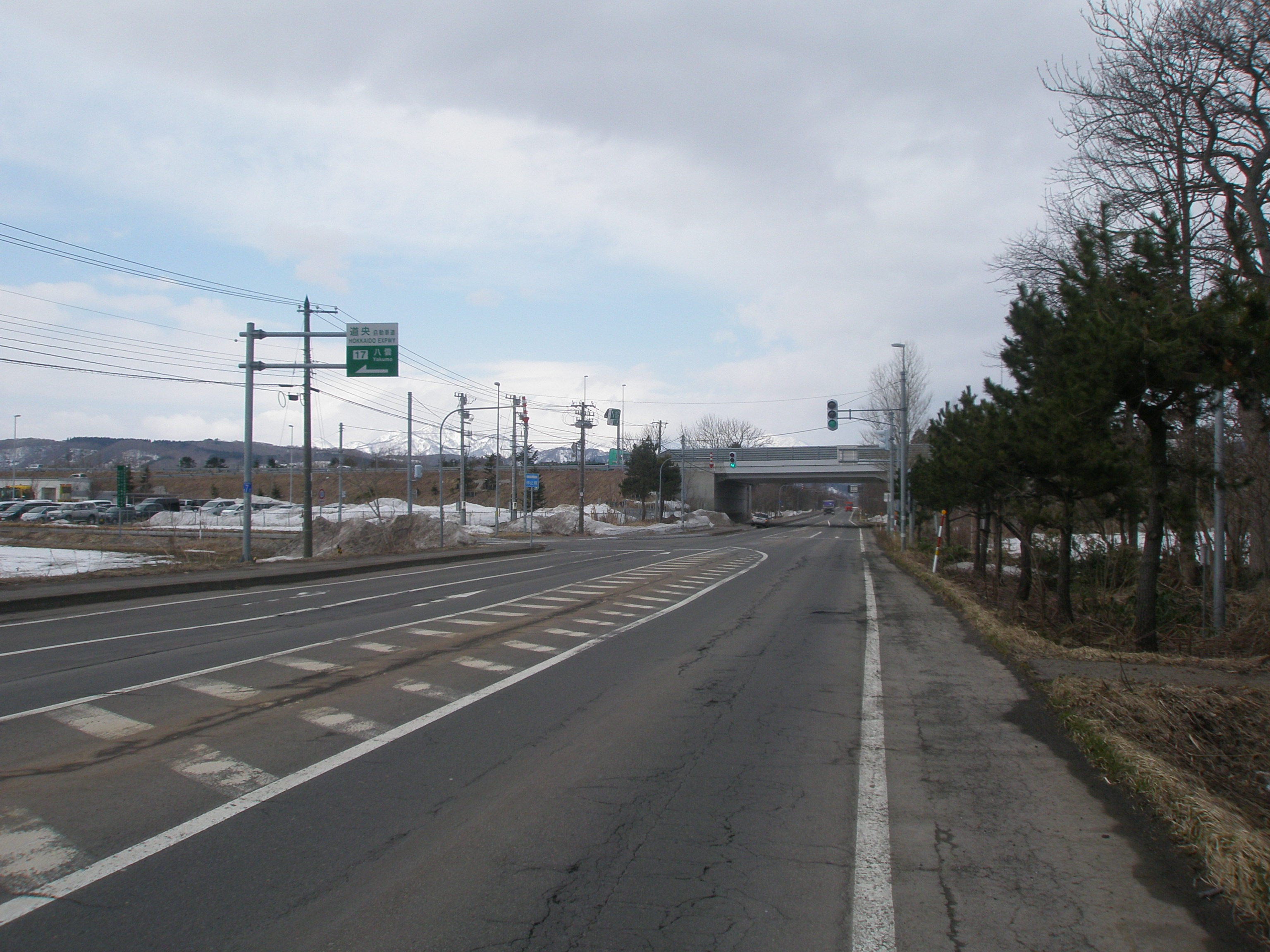
国道277号・道央自動車道八雲IC交点（2019年3月撮影）

檜山振興局
檜山郡江差町
- 国道227号：柳崎町（起点）

（国道229号との重複区間は省略）
渡島総合振興局
二海郡八雲町
- 国道229号：熊石鮎川町
- 北海道道42号八雲北檜山線 : 鉛川
- 道央自動車道八雲IC：立岩
- 北海道道1029号花浦内浦線：立岩
- 国道5号：立岩（終点）

### 主な温泉
- 見市温泉
- 八雲温泉

### 峠
- 雲石峠（標高427 m）